# 莫西尼奧島
莫西尼奧島（英語：Mousinho Island）是南極洲的島嶼，位於麥克羅伯特森地，處於阿梅里冰架，距離吉洛克島南端3.7公里，最高點海拔高度235米，現時由南極條約體系管理。